# Tuval
Mit Tuval wurde eine lediglich von etwa 1180 bis etwa 1210 bestehende Saline bezeichnet, die erstmals 1194 wegen erster Auseinandersetzungen zwischen dem Fürsterzbistum Salzburg und dem Klosterstift Berchtesgaden um diese Salzlagerstätte urkundlich bezeugt wurde. Um 1915 herrschte ferner auch noch die Ansicht vor, dass mit Tuval ein Höhenzug mit mehreren Gipfeln zwischen Hallein und Berchtesgaden bezeichnet wurde oder ausschließlich „der nördliche Teil des Bergrückens zwischen Teufengraben  und  dem Götschen“. Die Bezeichnung Tuval fand jedoch schon lange vor den Mutmaßungen aus dem 19. und 20. Jahrhundert keine offizielle Anwendung mehr und ist in keinem bekannten Kartenwerk belegt.

## Lage
Einige vermuten, diese Saline lag „am Ostfuß des Höhenrückens, der heute Gutratsberg heißt“, denn: „Die Lage des Berges Tuval ist aus geologischen Gründen am linken Ufer der Berchtesgadener Ache zu vermuten, da nur dort größere Vorkommen des salzhaltigen Haselgebirges vorkommen.“
Doch laut Rudolf Palme scheint die Lage der Saline noch nicht endgültig geklärt. So vermutete August Prinzinger d. Ä. den Standort des als Tuval bezeichneten Salzwerkes in Neusieden am Mehlweg, den heutigen Ortsteilen von Marktschellenberg im Berchtesgadener Land. Und selbst die Zuordnung der Bezeichnung an sich galt noch 1915 als umstritten. Denn Prinzinger setzte die Bezeichnung wie auch schon sein Zeitgenosse Franz Valentin Zillner in einer Schrift von 1879 nicht nur mit einer Saline gleich, sondern mit dem „Salzburg–Berchtesgaden'schen Salzgebirg“, das einen Höhenzug mit mehreren Gipfeln zwischen Hallein und Berchtesgaden umfassen sollte. Demnach verliefe die heutige Staatsgrenze zwischen Österreich (Land Salzburg) und Deutschland (Bayern) unter entsprechenden herrschaftlichen Vorzeichen seit dem Mittelalter in Nord-Süd-Richtung über den Tuval, ziemlich exakt der Wasserscheide folgend. Am Fuße der steil abfallenden Ostflanke des Tuval lägen auf österreichischer Seite die Orte Hallein mit seinen Ortsteilen bzw. Siedlungen Gamp, Kaltenhausen, Au, Rif und Taxach sowie die Grödiger Ortsteile Gartenau und St. Leonhard, an der bayerischen, eher sanft abfallenden Westseite des Tuval der Grenzpunkt am Hangendensteinpass, Marktschellenberg mit dem Ortsteil Oberstein, der Berchtesgadener Ortsteil Unterau, Berchtesgaden und Schönau am Königssee.

## Geschichte
Die ab dem 12. Jahrhundert zuerst am Tuval wegen des Salzes beginnenden Auseinandersetzungen zwischen Fürsterzbistum Salzburg und Klosterstift bzw. (ab 1559) Fürstpropstei Berchtesgaden  zogen sich über Jahrhunderte als immer wieder auftretende Salzirrungen hin, die auch in gegenseitigen Überfällen mündeten und schließlich im sogenannten Ochsenkrieg 1611 einen Höhe- bzw. Tiefpunkt fanden.
Laut einer Infotafel auf dem Weg zur Burgruine Gutrat (s. Abb. unten) beauftragte vermutlich Erzbischof Adalbert III. um 1198 die Burggrafen von Hohenwerfen, auf dem Gipfel eines Kalkfelsens, der heute als „Gutratsberg“ bezeichnet wird, „eine Burg zur Sicherung der Salzvorkommen zu errichten.“ Die Burggrafen nannten sich seither „Guetrater“, die Burg, die bereits 100 Jahre später ihre militärische Bedeutung verloren hatte, verfiel ab 1304. Den Berg, aus dem der Felsen herausragt, setzen heute einige mit dem Tuval selbst gleich oder vermuten zumindest „am Ostfuß des Höhenrückens, der heute Gutratsberg heißt“, die einst „Tuval“ genannte Saline.

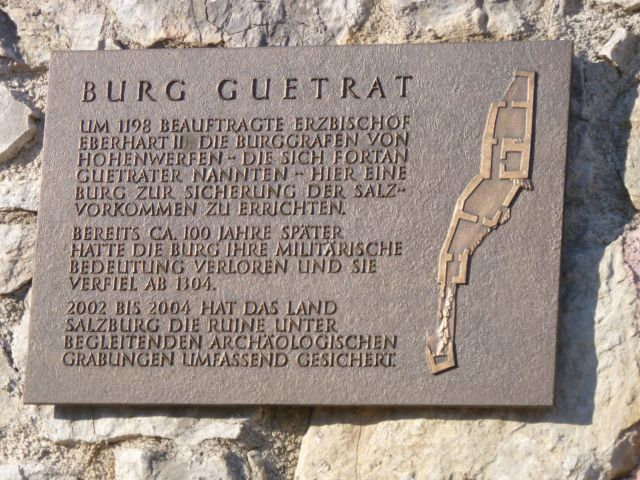
Infotafel auf dem Weg zur Burgruine Gutrat
Johann Faistenauer (1577/78–1643): Das Landt und Fürstliche Stifft Berchtolsgaden (1626) Kartenausschnitt: Rote Linie =  Grenzverlauf  Fürstpropstei Berchtesgaden – Fürsterzbistum Salzburg, halblinks unten der „Hanget Stain“, links oben der Berg „Gvedrath“ mit Burgruine Gutrat
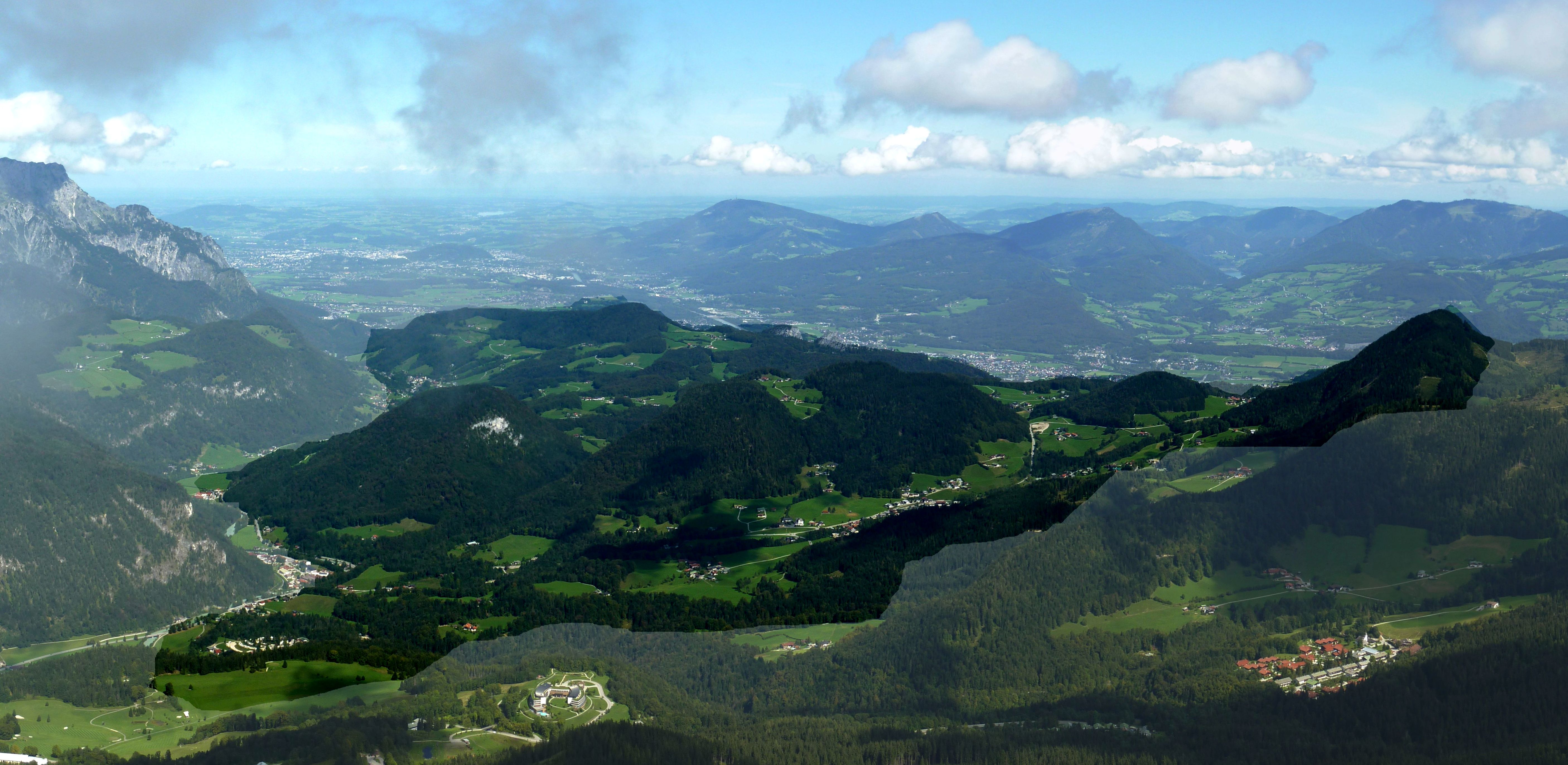
Blick vom Kehlstein auf den Tuval als Höhenzug analog zu Franz Valentin Zillner